# Alexander Horváth
Alexander Horváth (Mošovce, 28 dicembre 1938 – Mošovce, 31 agosto 2022) è stato un calciatore e allenatore di calcio cecoslovacco, di ruolo difensore.
Era il capitano dei Belasí durante la storica vittoria della Coppa delle Coppe 1968-1969 ai danni del Barcellona.

## Palmarès

### Giocatore

#### Competizioni nazionali
- Campionato cecoslovacco: 1

Slovan Bratislava: 1969-1970
- Coppa di Cecoslovacchia: 2

Slovan Bratislava: 1962-1963, 1967-1968

#### Competizioni internazionali
- Coppa delle Coppe: 1

Slovan Bratislava: 1968-1969
- Coppa Piano Karl Rappan: 2

Slovan Bratislava: 1968, 1970